# Micael Borges
Micael Leandro de Farias Borges (Rio de Janeiro, 12. prosinca 1988.) je brazilski glumac. 
Rođen u Rio de Janeiru, Micael je odrastao na brdu Vidigal, umjetničku karijeru započeo je 2001. godine kada je glumio u filmu Copacabana. Istaknuo se 2002. godine u filmu Grad Božji, snimio brojne filmove i serije. među njima, Brava Gente, Cidade dos Homens i Linha Direta. 
Borges je 2009. bio protagonist 16. sezone Young Hearts. Međutim, lik je na kraju odbačen od publike koja je preferirala mladu damu s negativcem radnje. 2011. godine Micael je stekao nacionalnu slavu i priznanje glumeći jednog od 6 protagonista u telenoveli Rebelde Brasil, Njegov lik, Pedro je mladić koji će učiti u elitnom internatu kako bi osvetio smrt svog oca, a na kraju se zaljubio u neprijateljsku kćer. Zajedno s grupom RBR otputovali su u Brazil na turneju. 
2017. sudjelovao u 1. sezoni plesnog natjecanja Dancing Brasil, eliminira se u 9. tjednu. 2018. glumio je u telenoveli O Tempo Não Para.